# Summit-Reunion Cumbre
Summit-Reunion Cumbre (pubblicato anche col titolo di Nuevo tango nell'edizione Atlantic del 1975) è un album di Astor Piazzolla e Gerry Mulligan pubblicato nel 1974.

## Il Disco
L'album nasce dall'incontro, avvenuto in Italia nel 1974, tra il bandoneonista argentino Astor Piazzolla e il sassofonista statunitense Gerry Mulligan, considerati tra i più alti esponenti della scena musicale mondiale del Novecento.

Il disco, registrato a Milano, comprende otto composizioni - sette scritte da Piazzolla e una da Mulligan.
La fusione tra il Tango nuevo di Astor Piazzolla e il jazz di Gerry Mulligan, sostenuti da una orchestra di musicisti italiani e argentini, ha portato momenti di grande intensità all'intero album, che è stato definito "un disco memorabile, di rara bellezza". Anche in questa occasione, come già per Libertango di Astor Piazzolla, la sezione ritmica è formata da Pino Presti al basso elettrico e Tullio De Piscopo alla batteria.

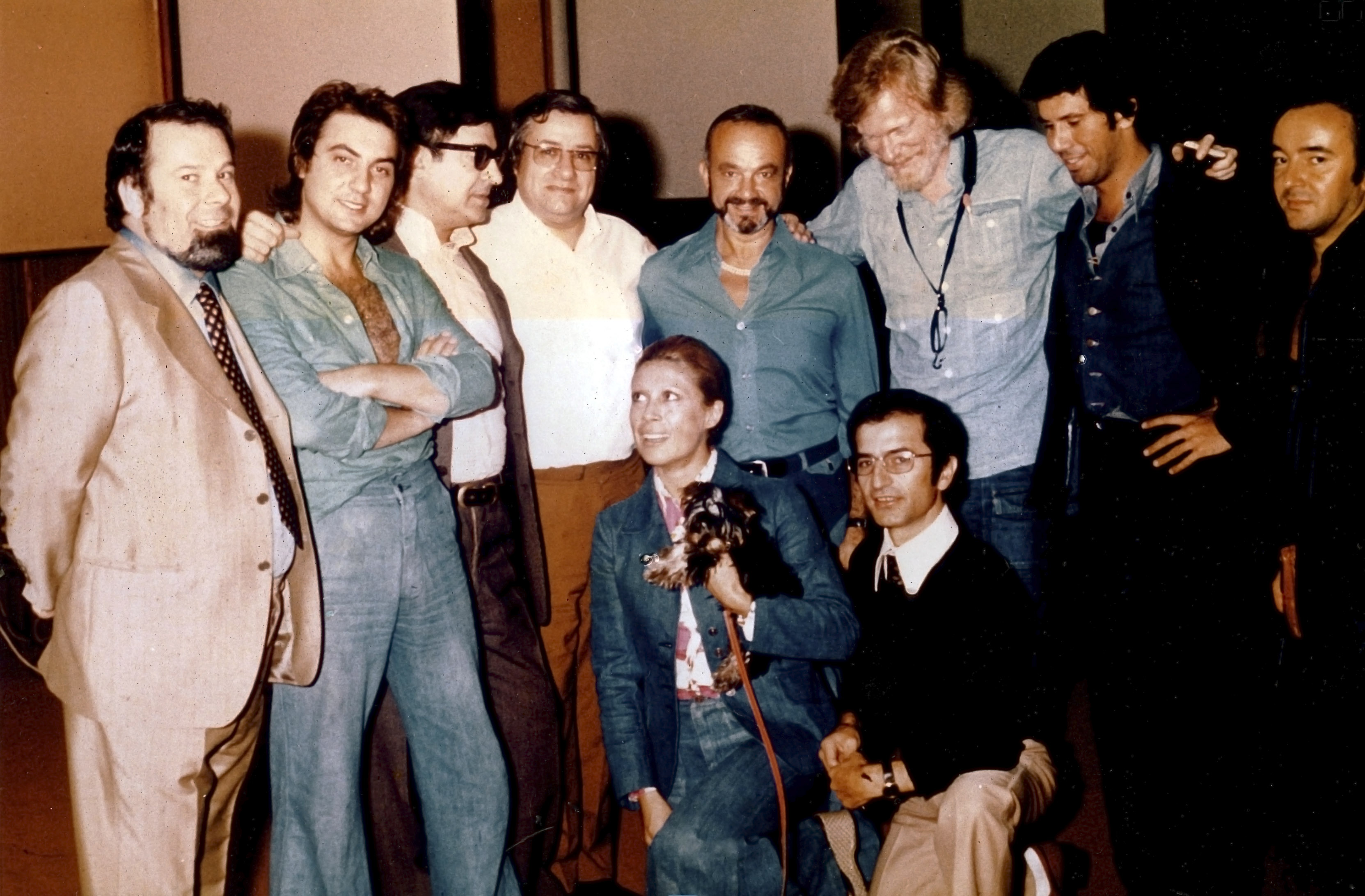
Da sn: Aldo Pagani, Tullio De Piscopo, Filippo Daccó, Angel Pocho Gatti, Astor Piazzolla, Gerry Mulligan, Pino Presti, Alberto Baldan Bembo;
in basso Amelita Baltar, Tonino Paolillo

All Music

## Tracce
1. 20 Years Ago (Hace Veinte Años) - 6:26 (Astor Piazzolla)
2. Close Your Eyes And Listen (Cierra Tus Ojos y Escucha)  - 4:32 (Astor Piazzolla)
3. Years Of Solitude (Años de Soledad)  - 4:07 (Astor Piazzolla)
4. Deus Xango - 3:45 (Astor Piazzolla)
5. 20 Years After (Veinte Años Despues) - 4:10 (Astor Piazzolla)
6. Aire De Buenos Aires - 4:37 (Gerry Mulligan)
7. Remiscence (Reminiscencia) - 6:30 (Astor Piazzolla)
8. Summit (Reunion Cumbre) - 3:35 (Astor Piazzolla)

## Formazione
- Astor Piazzolla: bandoneón
- Gerry Mulligan: sassofono baritono
- Angel Pocho Gatti: pianoforte, Fender Rhodes, organo Hammond
- Filippo Daccò: chitarra elettrica
- Pino Presti: basso
- Tullio De Piscopo: batteria, percussioni
- Alberto Baldan Bembo: marimba
- Bruno De Filippi: chitarra elettrica
- Gianni Zilioli: marimba
- Sezione archi con
  - Umberto Benedetti Michelangeli: primo violino
  - Renato Riccio: prima viola
  - Ennio Miori: primo violoncello

Produzione: Aldo Pagani, Mario Fattori, Fabio Belotti

Registrato dal 24 al 26 settembre e dal 1 al 4 ottobre 1974 allo studio "Mondial Sound", Milano (Italia) 

Tecnico del suono: Tonino Paolillo